# Eliza Orzeszkowa
Eliza Orzeszkowa (6 de juny de 1841, Milkowszczyzna - 18 de maig de 1910, Hrodna) fou una escriptora i editora polonesa que va escriure una sèrie de novel·les i assajos que tractaven les condicions socials del seu país. El 1905 va ser proposada per al Premi Nobel de Literatura, en un premi que compartiria amb Lev Tolstoi i Henryk Sienkiewicz, però finalment es va donar únicament al darrer per no dividir el premi.
El 1870 va publicar l'estudi Kilka słów o kobietach (Unes paraules sobre les dones) que, juntament amb la seva novel·la Martha (1872) i d'altres, es considera paradigmàtic pel positivisme, i a més va influir en les activistes eslaves sobre els drets de les dones, especialment en la necessitat de l'educació per a les dones perquè puguin treballar i ser econòmicament independents. El 1880 va publicar un estudi sobre el patriotisme i el cosmopolitisme. Va escriure trenta novel·les i més de cent novel·les curtes, contes i peces de teatre. En Eli Makower (1875) va descriure les relacions entre els jueus i la noblesa polonesa, i en Meir Ezofowicz (1878) el conflicte entre l'ortodòxia jueva i el liberalisme modern. En Sobre el Nemunas (1888) va tractar l'aristocràcia polonesa, i en Ànimes perdudes (1886) i Cham (1888) la vida rural a Belarús.
Pertanyia a la família noble Pawłowski. Quan va fer els setze anys va casar-se amb Piotr Orzeszko, un noble polonès, que fou exiliat a Sibèria després de l'alçament de gener de 1863. El 1869 se'n va separar legalment i el 1894 va casar-se, després de trenta anys de relació, amb Stanisław Nahorski. La majoria de la seva obra està disponible en alemany també. Part de les seves obres van ser traduïdes a l'hebreu per Aaron Abraham Kabak.

## Selecció d'obres
- Diari de Waclawa (1870)
- Pan Graba (1872)
- Martha (1872)
- Eli Makower (1875)
- Sobre el Nemunas (1888)
- Mirtala (1890)
- La Vestal (1891)
- Bene Nati (1892)
- Els argonautes (1899)
- Els devots del poder (1900)
- Anastàsia; Ad Astra